# Кангирьюармиут
Кангирьюармиут (англ. Kangiryuarmiut, также Канхирьюармиут или Канхирьирмиут, англ. Kanhiryuarmiut, Kanhiryiirmiut) — географически определённая подгруппа народности так называемых «медных инуитов». Люди из этой подгруппы селились на территории острова Виктория, в районе водоёма Принс-Альберт-Саунд, мыса Бэринг, а также центральной зоне острова Виктория. Помимо этого, их находили около мыса Нельсон-Хед на острове Банкс. Эскимосы Кангирьюармиут жили исключительно за счёт охоты на белых медведей. Они были единственным народом из группы «медных инуитов», которые строили иглу на суше. Разговаривали они на говоре Кангирьюармиутун диалекта Инуиннактун языка Инувиалуктун.
Наряду с эскимосами Кангирьюатьягмиут из Минто-Инлет, Кангирьюармиут были самыми северными из всех «медных инуитов». Они сезонно мигрировали к западной части острова Виктория, острову Банкс, а также материковой части Канады в районе деревни Куглуктук, провинция Нунавут. Поскольку они жили до того, как «медные инуиты» стали вступать в контакт с белыми людьми, у них не было шхун, и передвигались они обычно пешком, вследствие чего развивалось то, что Наттолл по-английски назвал «embodied memoryscape», подразумевая появившееся у людей знание названий и понимание приблизительного местонахождения районов, через которые проходил их маршрут, а также национальной культуры и фольклора этих областей. Согласно мнению Элен Баланофф (англ. Helen Balanoff) из Йеллоунайфского Совета Грамотности (англ. NWT Literacy Council) и Синтии Чэмберс (англ. Cynthia Chambers) из Летбриджского университета, это знание играло неотъемлемую роль в формировании самобытности и грамотности диалекта Инуиннактун..